# Peter Phelps
Peter Phelps (Sydney (Australië), 20 september 1960) is een Australisch acteur van Engelse en Scandinavische afkomst. Hij is waarschijnlijk het bekendst door zijn rol als Peter Church in de televisieserie Stingers en speelde daar tussen 1998 en 2004 in 192 afleveringen.
Hij begon zijn carrière in de vroege jaren 80 met een rol als tiener bij Netwerk Ten in Australië. Na die reeks had hij een hoofdrol in 424 afleveringen in de Grundy soapserie Sons and Daughters. In het begin van de jaren 90 was hij een van lifeguards (Trevor Cole) in 20 afleveringen van de Amerikaanse serie Baywatch. Daarna speelde hij in een reeks films en televisieseries in Amerika en Australië.

## Trivia
- Phelps is getrouwd en heeft twee dochters. Hij woont in Sydney.
- Zijn zuster Kerryn Phelps is een bekende arts en hoogleraar geneeskunde.